# Prisme cale
Le prisme cale est un prisme dispersif à face plane non parallèle qui, intégré dans un système optique, est employé pour dévier le faisceau incident.

## Usage
Associés par paire, la rotation des prismes permet de dévier le faisceau monochromatique dans un cône dont l'angle dépend de l'angle de cale, de la longueur d'onde et de l'indice du matériau.  
Sa caractéristique de déviation est mesurée en dioptrie prismatique.